# شرف صامت (رواية)
شرف صامت هي إحدى روايات الروائية الأمريكية دانيال ستيل (بالإنجليزية: Silent Honor)‏ وهي من الروايات الاجتماعية.

## نبذة قصيرة
تدور أحداث الرواية في فترة الحرب العالمية الثانية عن فتاة يابانية يرسلها والدها صاحب الأفكار التقدمية إلى كاليفورنيا للدراسة رغم اعتراض أمها المتمسكة بالتقاليد اليابانية القديمة، وتحاول الفتاة أن تكون عند حسن ظن أبيها رغم رغبتها الشديدة في العودة إلى ديارها و بعد ضرب اليابانيين لبيرل هاربر يجبر اليابانيون الأمريكيون على بيع ممتلكاتهم والإقامة الجبرية في معسكرات ومن بينهم تلك الفتاة و أسرة عمها.